# ميخائيل جاي هيكس
ميخائيل جاي هيكس (بالإنجليزية: Michael J. Hicks)‏ هو اقتصادي بريطاني، ولد في 8 أغسطس 1962.